# Periferier i Grækenland
Periferier (Περιφέρειες) er de officielle regionale administrative enheder i Grækenland. Der er 13 periferier (ni på fastlandet og fire øgrupper), og de er igen opdelt 74 regionale enheder. Traditionelt – og indtil 1987 også officielt – var der 10 geografiske regioner i Grækenland, og  i 54 præfekturer, og de benyttes stadig af og til som begreb i almindelig omtale. 
| 1. Attika 2. Centralgrækenland 3. Centralmakedonien 4. Kreta 5. Østmakedonien og Thrakien 6. Epirus 7. Ioniske Øer 8. Nordægæiske Øer 9. Peloponnes 10. Sydægæiske Øer 11. Thessalien 12. Vestgrækenland 13. Vestmakedonien |

Grænsende til periferien Centralmakedonien findes en autonom region, Athos (Ayion Oros, eller "Det hellige Bjerg"), en munkestat under græsk overhøjhed. Den ligger på den østligste af de tre store "fingre", som strækker sig ud i det Ægæiske Hav fra Chalkidiki-halvøen.
- Wikimedia Commons har flere filer relateret til Periferier i Grækenland